# Il coniglio e il pinguino
Il coniglio e il pinguino (Frigid Hare) è un film del 1949 diretto da Chuck Jones. È un cortometraggio d'animazione della serie Merrie Melodies, uscito negli Stati Uniti l'8 ottobre 1949, e vede la prima apparizione di Pinguino Playboy. Il titolo originale può essere visto come un semplice gioco di parole sull'espressione "frigid air" (aria gelida) e/o sul marchio di frigoriferi Frigidaire.

## Trama
Durante un viaggio verso Miami Beach, Bugs Bunny manca nuovamente la svolta a sinistra ad Albuquerque e finisce al Polo Sud. Mentre Bugs studia una mappa, il piccolo Pinguino Playboy in fuga da un cacciatore eschimese lo investe, poi scompare in lontananza. L'eschimese fa lo stesso, ma ritorna immediatamente a "chiedere" a Bugs in che direzione è andato Playboy. Bugs invia il cacciatore nella direzione opposta. Quindi scopre che il pinguino si è affezionato a lui. Volendo andare in vacanza, Bugs inganna Playboy dicendogli che ne trascorreranno una parte insieme, quindi lo distrae e lo spinge giù da un banco di neve, solo per vederlo scivolare nella borsa del cacciatore. Bugs fa per rimettersi in viaggio, suggerendo a sé stesso di non esserne responsabile, ma viene subito sopraffatto dal suo buon cuore e, attraverso un astuto stratagemma che lo vede travestirsi da femmina eschimese, mette in salvo Playboy. Viene poi inseguito dall'eschimese ed entrambi finiscono sul ciglio di un burrone che si stacca, ma Playboy riesce a evitare il disastro versando un secchio d'acqua che, congelandosi, si attacca al pezzo di ghiaccio e lo ferma a pochi centimetri da terra. Bugs quindi si sbarazza dell'eschimese facendolo cadere sullo sfiatatoio di una balena. Il coniglio si lamenta che gli rimangono solo quattro giorni di ferie, ma apprende da Playboy che al Polo Sud un giorno dura sei mesi. Immaginando che ciò significhi che potrà prolungare la sua vacanza per due anni, Bugs indossa cappello a cilindro e smoking e accompagna il pinguino in una "lunga vacanza in abito da sera".

## Distribuzione

### Edizione italiana
Il corto arrivò in Italia direttamente in televisione negli anni ottanta. Il doppiaggio fu eseguito dalla Effe Elle Due e diretto da Franco Latini su dialoghi di Maria Pinto. Nel 1999 il corto fu ridoppiato per la televisione dalla Time Out Cin.ca; in questa versione le battute dell'eschimese sono state lasciate in lingua originale (benché non siano intelligibili). Non essendo stata registrata una colonna internazionale, in entrambi i casi fu sostituita la musica presente durante i dialoghi.

### Edizioni home video

#### Laserdisc
- Longitude & Looneytude (1994)

#### DVD
Il corto fu pubblicato in DVD-Video in America del Nord nel terzo disco della raccolta Looney Tunes Golden Collection: Volume 1 (intitolato Looney Tunes All-Stars: Part 1) distribuita il 28 ottobre 2003; il DVD fu pubblicato in Italia il 2 dicembre 2003 nella collana Looney Tunes Collection, col titolo All Stars: Volume 1. Fu inserito anche nel primo disco della raccolta DVD Looney Tunes Spotlight Collection Volume 1, uscita in America del Nord sempre il 28 ottobre 2003, ristampato l'11 febbraio 2014 col titolo Looney Tunes Center Stage: Volume 1. In Italia fu inserito invece nel DVD Giochetto o scherzetto? della collana I tuoi amici Looney Tunes, uscito il 21 ottobre 2009.